# Rayures de tigre
Ne doit pas être confondu avec les rayures du tigre.

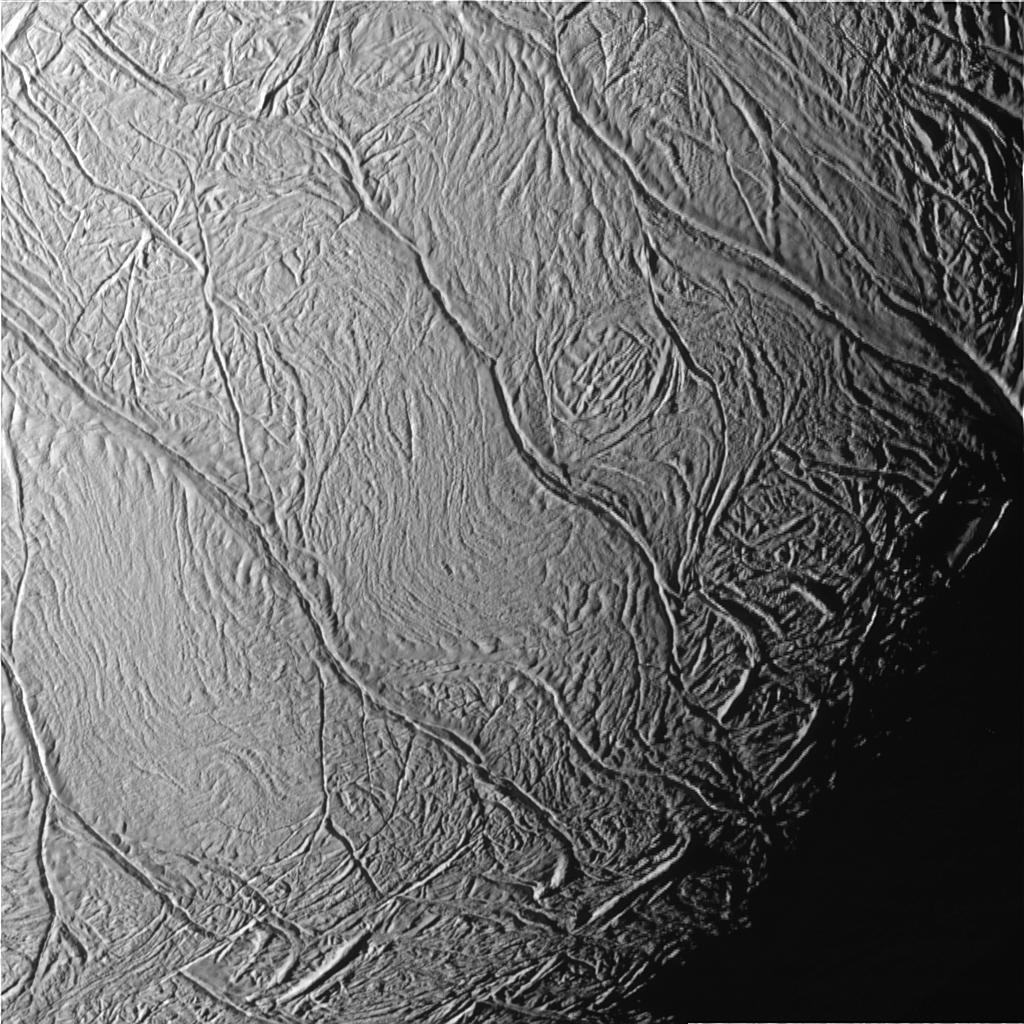
Les rayures de tigre et le pôle sud d'Encelade vus par la sonde spatiale Cassini le 14 juillet 2005.

Les rayures de tigre (de l'anglais Tiger Stripes) sont une structure géologique constituée de quatre dépressions linéaires et parallèles situées dans la région du pôle sud de la lune saturnienne Encelade. Elles furent observées pour la première fois le 20 mai 2005 par le Imaging Science Sub-system (ISS) de la sonde spatiale Cassini.
Les températures de surface élevées des rayures font soupçonner la présence de cryovolcanisme.

## Noms
Le nom « rayures de tigre » est un terme non officiel utilisé pour désigner les quatre structures géologiques Alexandria Sulcus (sulcus Alexandrie), Cairo Sulcus (sulcus Le Caire), Baghdad Sulcus (sulcus Bagdad) et Damascus Sulcus (sulcus Damas), nommées officiellement en novembre 2006. Il est fondé sur leur apparence distinctive. Les sulci Bagdad et Damas sont les structures les plus actives et le sulcus Alexandrie la moins active[réf. souhaitée].

## Observation
Les rayures de tigre sont observées pour la première fois par le Imaging Science Sub-system (ISS) de la sonde spatiale Cassini le 20 mai 2005.
Les rayures de tigre sont observées à nouveau sur des images à faible résolution à cause de leur contraste avec le terrain environnant. Des observations à plus haute résolution ont été obtenues grâce à plusieurs instruments de la sonde spatiale Cassini lors d'un passage plus proche de la surface d'Encelade le 14 juillet 2005.

## Géologie

### Apparence

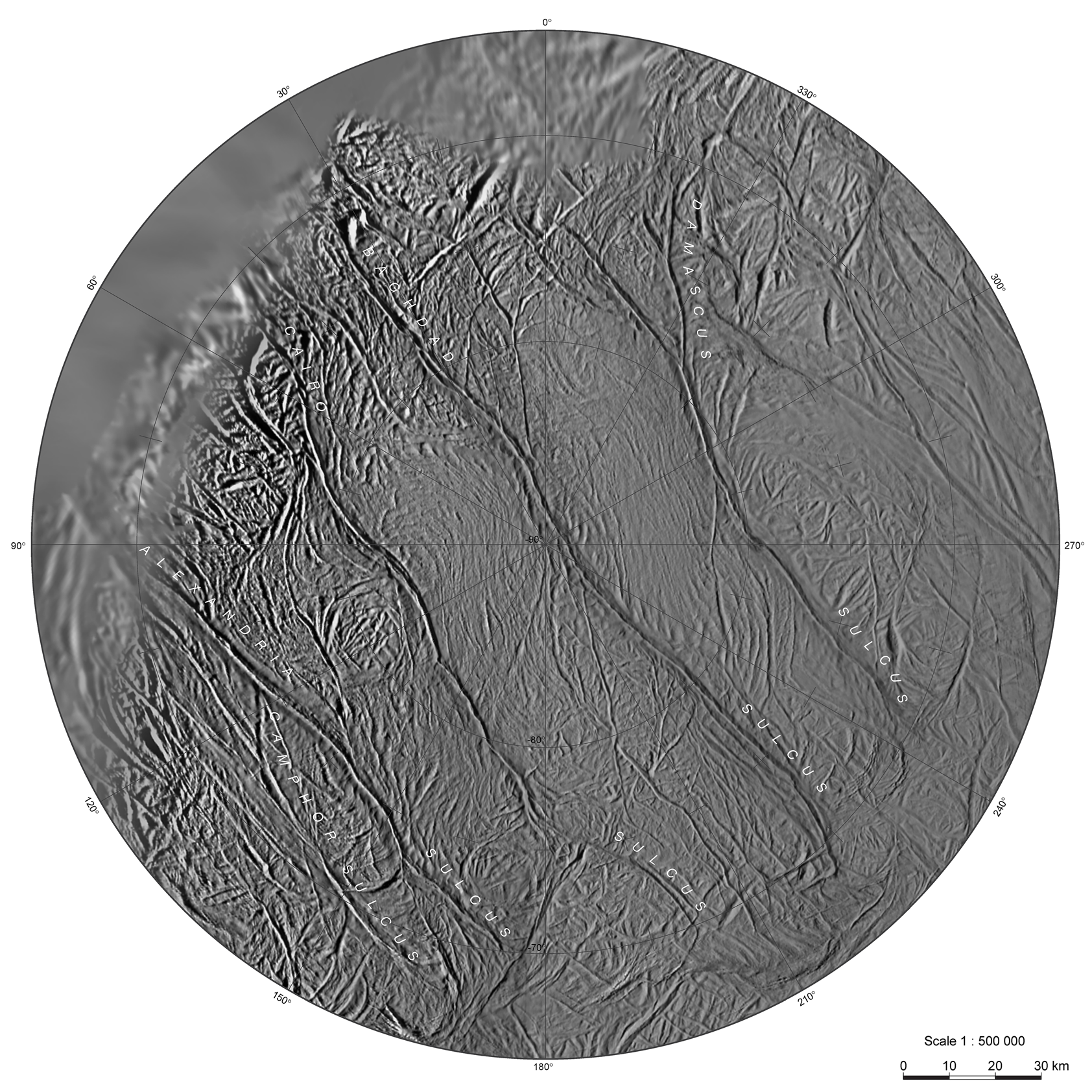
Carte composite de l'hémisphère sud d'Encelade (2007)

Des images obtenues par la caméra ISS (Imaging Science Subsystem) de la sonde spatiale Cassini ont montré que les rayures de tigre étaient une série de dépressions linéaires et parallèles avec de petites crêtes sur chaque côté. En moyenne, chaque dépression constituant les rayures de tigre mesure 130 kilomètres de long, 2 kilomètres de large, et 500 mètres de profondeur. L'espace entre les rayures est d'environ 35 kilomètres. Les crêtes font, en moyenne, 100 mètres de haut et 2  à   4 kilomètres de large.
À cause de leur apparence et du fait qu'elles se situent dans une région géologiquement très accidentée, les rayures de tigre sont probablement des fractures tectoniques. La corrélation entre la chaleur interne et un important panache de vapeur d'eau suggèrent que les rayures de tigres seraient le résultat de fissures dans la lithosphère d'Encelade. La fin de chaque rayure est différente en apparence selon qu'elle se termine dans l'hémisphère anti-saturnien (opposé à Saturne) ou dans l'hémisphère sub-saturnien (faisant face à Saturne). Dans l'hémisphère anti-saturnien, les rayures se terminent en une boucle ayant la forme d'un crochet et dans l'hémisphère sub-saturnien, l'extrémité bifurque comme une dendrite.
Jusqu'ici, aucun cratère d'impact n'a été trouvé sur ou près des rayures de tigre, suggérant donc que la surface est plutôt jeune. L'âge de cette dernière est estimé de 4 à 100 millions d'années, en assumant un flux de cratérisation semblable à celui de la Lune, ou 0,5 à 1 million d'années en assumant un flux de cratérisation constant.

### Composition
Un autre aspect qui distingue les rayures de tigre du reste de la surface d'Encelade est leur composition particulière. Presque toute la surface d'Encelade est couverte d'une couche de glace à fin grains formée d'eau. Les crêtes des rayures de tigre, quant à elles, sont souvent couvertes d'une glace d'eau à grains grossiers et cristallins,. Cette composition paraît d'une couleur sombre lorsqu'elle est observée à l'aide de la caméra avec le filtre IR3 (longueur d'onde centrale de 930 nanomètres) de la sonde spatiale Cassini. Cela donne une apparence plus sombre lorsque les filtres clairs sont utilisés et une couleur bleu-vert sur les images en fausse couleur, proche ultraviolet, vert et proche infrarouge[réf. souhaitée]. L'instrument Visual and Infrared Mapping Spectrometer (VIMS) a aussi détecté de la glace de dioxyde de carbone (CO2) ainsi que des composés organiques simples autour des rayures de tigre. Aucun autre composé organique simple n'a été détecté ailleurs sur la surface d'Encelade.[réf. souhaitée]
La détection de glace d'eau cristalline autour des rayures de tigre provoque donne une contrainte d'âge. La glace d'eau cristalline perd sa structure de cristal après être refroidie et après être entrée en contact avec l'environnement magnétosphérique de Saturne. Une telle transformation en glace d'eau à grains plus fins prendrait de quelques décennies à un millénaire.

### Cryovolcanisme

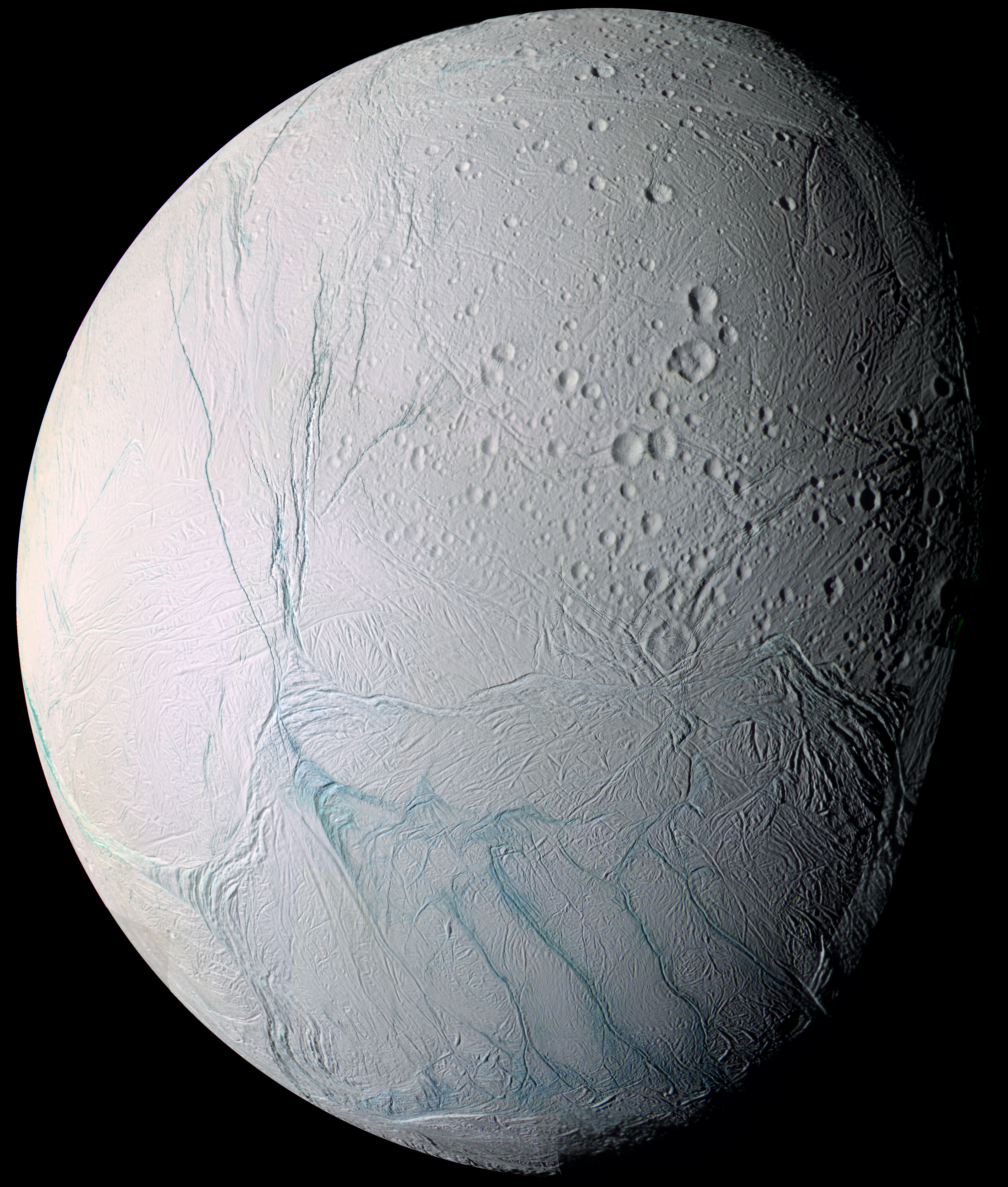
Image en fausse couleur d'Encelade du côté opposé à Saturne prise par Cassini en 2005 : les rayures de tigre sont situées en bas à droite, près du terminateur.

Le 14 juillet 2005, la sonde spatiale Cassini passe près d'Encelade et prend des observations qui montrent que la région des rayures de tigre est active au niveau du cryovolcanisme. L'instrument CIRS montre que la température de la région située au sud du parallèle 70°S est trop élevée pour être expliquée seulement par l'énergie lumineuse transportée par le Soleil. Des observations à plus haute résolution révèlent que l'endroit le plus chaud près du pôle sud d'Encelade se trouve dans les fractures des rayures de tigre. Des températures de 113 à 157 kelvins sont observées grâce aux données du CIRS. Ces températures sont substantiellement plus élevées que les 68 kelvins prévus pour cette région d'Encelade. Les données provenant des instruments ISS, Ion and Neutral Mass Spectrometer (INMS), Cosmic Dust Analyser (CDA) et CIRS de la sonde spatiale montrent un panache de vapeur et de glace d'eau, de méthane, de dioxyde de carbone et d'azote projetés hors d'une série de jets situés à proximité des rayures de tigre,. La quantité de substances dans le panache suggère qu'il serait généré à partir d'un corps d'eau liquide proche de la surface.